# Sergio Boccadutri
Sergio Boccadutri (Palermo, 19 giugno 1976) è un politico italiano.

## Biografia
Laureato in Giurisprudenza all'Università di Palermo. Già tesoriere nazionale di Rifondazione Comunista, successivamente di Sinistra Ecologia Libertà, Boccadutri è stato responsabile dell'area innovazione del Partito Democratico.
Alle elezioni politiche del 2013 è candidato alla Camera dei Deputati, nella circoscrizione Lazio 1, nelle liste di Sinistra Ecologia Libertà, venendo eletto deputato della XVII Legislatura.
Il 25 giugno 2014 si dimette da tesoriere di Sinistra Ecologia Libertà e abbandona il gruppo parlamentare per sostenere il Governo Renzi, passando al gruppo del Partito Democratico.

### Attività parlamentare
Durante l'attività parlamentare è stato attivo in particolare sul tema del finanziamento ai partiti. Da sempre sostenitore delle ragioni del finanziamento pubblico ai partiti come elemento di democrazia, ha proposto diversi emendamenti sulla trasparenza, alcuni dei quali sono stati approvati. Ha proposto inoltre una commissione di inchiesta per far piena luce sulle cessione di Alitalia del 2008.
L'8 gennaio 2014 ha presentato alla Camera una proposta di legge sulla riduzione dell'uso del contante e la promozione dell'impiego di strumenti di pagamento elettronici per ridurre il riciclaggio e l'evasione fiscale, presentando una mozione, il 16 maggio successivo, che impegni il Governo a farsi promotore presso le istituzioni dell'Unione Europea dell'abolizione della banconota da 500 euro.
L'8 luglio 2014 presenta una legge per la diffusione dell'accesso alla rete internet mediante connessioni senza fili (wi-fi), che obbligherebbe gli esercizi commerciali al di sopra dei 100 metri quadri a dotarsi di una connessione wi-fi accessibile liberamente. A fine ottobre avranno aderito a questa proposta più di 100 parlamentari.
Il 12 marzo 2015 è nominato responsabile dell'Area innovazione del Pd. Nel marzo 2016 presenta un emendamento a un decreto legislativo di regolamentazione del settore bancario che elimina la pratica dell'anatocismo.
È l'autore della norma, approvata nella "manovrina 2017", che interrompe in Italia il conio delle monete da 1 e 2 cent. Nonostante i timori e le perplessità di alcuni commentatori, la norma non ha violato norme europee e non ha avuto effetti sulla inflazione, riducendo esclusivamente gli oneri a carico dello Stato per il conio.

## Legge Boccadutri
È primo firmatario della legge n. 175 del 27 ottobre 2015, contestata dalle opposizioni perché avrebbe riguardato lo sblocco del finanziamento pubblico ai partiti, senza che sui bilanci di questi ultimi fossero effettuati controlli dall'apposita commissione parlamentare. In realtà la legge ha assegnato alla medesima Commissione un organico personale, prima assente. Infatti come risulta agli atti la Commissione ha effettuato anche successivamente all'entrata in vigore della legge i previsti controlli. Solo a seguito di questi controlli sono stati elargiti 45 milioni di euro in rimborsi elettorali ai partiti, mentre la contestazione relativa al fatto che la legge avesse aggiunto il diritto per la cassa integrazione straordinaria a tutti i dipendenti di partiti politici, a differenza dei dipendenti comuni non ha fondamento, essendo stata inserita dall'articolo 16 del Decreto Legge n. 149 del 28 dicembre 2013 convertito con modificazioni dalla Legge n. 13 del 21 febbraio 2014. La legge è stata presentata alla Camera il 23 dicembre 2014.

## Pareri discordanti sull'anatocismo bancario
Le obiezioni dell'avv. Paolo Fiorio, del Movimento Consumatori, confermate anche dal dott. Elio Lannutti presidente nazionale di ADUSBEF, dicono che, "L'emendamento Boccadutri contiene due disposizioni peggiorative della disciplina attuale (divieto assoluto di anatocismo), ed in particolare (a) l'applicazione degli interessi di mora che la Cassazione ritiene pacificamente rilevanti ai fini dell'anatocismo (in caso di inadempimento solo la quota capitale produce interessi di mora, non quella per interessi); (b) il cliente può autorizzare la capitalizzazione degli interessi ex ante al momento della stipula del contratto, quindi ogni contratto di conto corrente prevederà tale clausola; la revoca dell'autorizzazione è poi uno strumento molto debole in quanto, oltre al fatto che la banca potrebbe minacciare la revoca dell'affidamento, determinerebbe l'applicazione degli interessi di mora, superiori rispetto a quelli corrispettivi applicabili in caso di capitalizzazione. L'emendamento Boccadutri comporta quindi un passo indietro rispetto al divieto di anatocismo previsto con la legge di stabilità del 2013 (il testo attuale) ad un sistema molto simile a quello del salvabanche del 1999-2000, con l'unica differenza che il conteggio non sarà con periodicità trimestrale ma annuale."
L'associazione AltroConsumo invece sostiene che la nuova regolamentazione su anatocismo è in linea con quanto chiesto alle Autorità da Altroconsumo anche durante la consultazione pubblica sul tema promossa da Banca d'Italia a fine del 2015.

## Dopo l'uscita dal Parlamento
Non si ricandida alle elezioni politiche del marzo 2018. Nel marzo dello stesso anno viene nominato direttore generale della Fondazione Einaudi, della quale poi ricopre il ruolo di segretario generale dal maggio all'ottobre 2022.